# Copa Conmebol 1999
La Copa Conmebol 1999 fue la octava y última edición del torneo, organizado por la Confederación Sudamericana de Fútbol, en el que participaron dieciséis equipos de diez países sudamericanos: Argentina, Bolivia, Brasil, Chile, Colombia, Ecuador, Paraguay, Perú, Uruguay y Venezuela.
El equipo argentino Talleres de Córdoba se consagró campeón al superar a Sportivo Alagoano de Brasil con un global de 5-4, alcanzando el título de manera agónica al marcar el tanto definitorio en el último minuto del partido de vuelta, disputado en el Estadio Olímpico de Córdoba. Se convirtió de este modo en el primer club indirectamente afiliado a la AFA en conseguir un título internacional.
El certamen se discontinuó al año siguiente luego de que Conmebol decidiera ampliar la cantidad de cupos de la Copa Libertadores de América, trasladando las plazas de la Copa Conmebol al máximo certamen continental en el primer semestre del año, así como la Copa Mercosur y la Copa Merconorte (dependiendo de la zona geográfica de cada país) en el segundo.

## Formato
El torneo se desarrolló plenamente bajo un formato de eliminación directa, donde cada equipo enfrentaba a su rival de turno en partidos de ida y vuelta. Todos los equipos comenzaron su participación desde los Octavos de final, estableciéndose los cruces de dicha instancia de acuerdo a sus ubicaciones geográficas, razón por la cual varias llaves quedaron conformadas por dos equipos de una misma asociación nacional. En caso de igualdad de puntos y diferencia de goles al finalizar ambos encuentros, en cualquiera de las fases, se ejecutaron tiros desde el punto penal.
|                               |                               | Equipos que entran en esta fase | Equipos que provienen de la fase anterior        |
| ----------------------------- | ----------------------------- | --- | ------------------------------------------------ |
| Octavos de final (16 equipos) | Octavos de final (16 equipos) | - 4 equipos de Brasil - 2 equipos de Argentina, Colombia y Uruguay - 1 equipo de Bolivia, Chile, Ecuador, Paraguay, Perú y Venezuela |                                                  |
| Cuartos de final (8 equipos)  | Cuartos de final (8 equipos)  | | - 8 equipos clasificados de los Octavos de final |

## Equipos participantes
En cursiva los equipos debutantes en el torneo.
| País              | Equipo                                          | Vía de clasificación |
| ----------------- | ----------------------------------------------- | --- |
| Argentina 2 cupos | Rosario Central. Talleres (C)                   | 5.º puesto en la tabla de posiciones del Campeonato de Primera División 1998-99 16.º puesto en la tabla de posiciones del Campeonato de Primera División 1998-99 |
| Bolivia 1 cupo    | Independiente Petrolero                         | 4.° puesto del Campeonato de Primera División 1998 |
| Brasil 4 cupos    | Sportivo Alagoano Vila Nova São Raimundo Paraná | Semifinalista de la Copa do Nordeste 1999 Subcampeón de la Copa Centro-Oeste 1999 Campeón de la Copa Norte 1999 Subcampeón de la Copa Sur 1999                   |
| Chile 1 cupo      | Deportes Concepción                             | 5.° puesto del Campeonato de Primera División 1998 |
| Colombia 2 cupos  | Atlético Huila Deportes Quindío                 | 9.° puesto de la Reclasificación 1998 Invitado |
| Ecuador 1 cupo    | Deportivo Cuenca                                | Ganador de la Fase Nacional de la Copa Conmebol 1999 |
| Paraguay 1 cupo   | San Lorenzo                                     | 6.° puesto del Torneo Apertura 1999 |
| Perú 1 cupo       | Sport Boys                                      | Perdedor del duelo de subcampeones del Campeonato Descentralizado 1998                                                                                           |
| Uruguay 2 cupos   | Rentistas River Plate                           | 3.° puesto de la Liguilla Pre-Libertadores de América de 1998 4.° puesto de la Liguilla Pre-Libertadores de América de 1998                                      |
| Venezuela 1 cupo  | Estudiantes de Mérida                           | Mejor equipo ubicado en la tabla acumulada de la Primera División Venezolana 1998-99                                                                             |

### Distribución geográfica de los equipos
Distribución geográfica de las sedes de los equipos participantes:

## Renuncia de los equipos uruguayos
El 1 de octubre, a doce días del inicio de la competición, los clubes uruguayos Rentistas y River Plate anunciaron que no se presentarían a disputar el certamen. Ninguno de los dos fue reemplazado, ocasionando que el ganador de la llave de octavos entre Deportes Concepción y Rosario Central accediera directamente a las semifinales.
La renuncia de los cuadros charrúas se sumó a las múltiples anteriores que se habían dado en las semanas previas. En Argentina, Gimnasia y Esgrima La Plata declinó su participación a pesar de haber sido el mejor equipo de la temporada 1998-99; para colmo, ni Lanús —que ya había obtenido el torneo en 1996— ni Argentinos Juniors —campeón de América en 1985— aceptaron la invitación de Conmebol para ocupar la plaza faltante: el cupo lo terminó tomando Talleres, de Córdoba, por expreso pedido de la propia institución. Cobreloa obtuvo el derecho de ser el representante chileno por haber finalizado en el cuarto puesto del campeonato 1998, pero declinó su lugar en favor de Deportes Concepción. El club paraguayo San Lorenzo acabó participando del certamen pese a que Sportivo Luqueño, Guaraní y Sol de América habían tenido un mejor rendimiento en el Apertura 1999. Por su parte, de los cuatro equipos brasileños clasificados, el único que por entonces disputaba el Brasileirão era Paraná: los tres restantes accedieron al certamen por intermedio de distintas copas regionales, en algunos casos sin haber sido siquiera el campeón de las mismas. El repetido desinterés de los clubes sudamericanos por el certamen, sumado a la intención de Conmebol de ampliar número de equipos participantes de la Copa Libertadores, provocó que la copa fuera descontinuada al año siguiente.

## Resultados

### Cuadro de desarrollo
|  | Octavos de final           | Octavos de final    | Octavos de final      | Octavos de final    |   |                            | Cuartos de final    | Cuartos de final    | Cuartos de final    | Cuartos de final    |  |                        | Semifinales           | Semifinales           | Semifinales           | Semifinales           |  |              | Final              | Final              | Final              | Final              |  |
|  | 12 al 26 de octubre        | 12 al 26 de octubre | 12 al 26 de octubre   | 12 al 26 de octubre |   |                            | 3 al 9 de noviembre | 3 al 9 de noviembre | 3 al 9 de noviembre | 3 al 9 de noviembre |  |                        | 17 al 24 de noviembre | 17 al 24 de noviembre | 17 al 24 de noviembre | 17 al 24 de noviembre |  |              | 1 y 8 de diciembre | 1 y 8 de diciembre | 1 y 8 de diciembre | 1 y 8 de diciembre |  |
|  |                            |                     |                       |                     |   |                            |                     |                     |                     |                     |  |                        |                       |                       |                       |                       |  |              |                    |                    |                    |                    |  |
|  |                            |                     |                       |                     |   |                            |                     |                     |                     |                     |  |                        |                       |                       |                       |                       |  |              |                    |                    |                    |                    |  |
|  | Deportes Concepción        | 2                   | 2                     | 4                   |   |                            |                     |                     |                     |                     |  |                        |                       |                       |                       |                       |  |              |                    |                    |                    |                    |  |
|  | Deportes Concepción        | 2                   | 2                     | 4                   |   |                            |                     |                     |                     |                     |  |                        |                       |                       |                       |                       |  |              |                    |                    |                    |                    |  |
|  | Rosario Central            | 2                   | 1                     | 3                   |   |                            |                     |                     |                     |                     |  |                        |                       |                       |                       |                       |  |              |                    |                    |                    |                    |  |
|  | Rosario Central            | 2                   | 1                     | 3                   |   | Deportes Concepción (w/o.) | –                   | –                   | –                   |                     |  |                        |                       |                       |                       |                       |  |              |                    |                    |                    |                    |  |
|  |                            |                     |                       |                     |   | Deportes Concepción (w/o.) | –                   | –                   | –                   |                     |  |                        |                       |                       |                       |                       |  |              |                    |                    |                    |                    |  |
|  |                            |                     |                       | –                   | – | –                          |                     |                     |                     |                     |  |                        |                       |                       |                       |                       |  |              |                    |                    |                    |                    |  |
|  | Rentistas (r.)             | –                   | –                     | –                   | – | –                          | –                   |                     |                     |                     |  |                        |                       |                       |                       |                       |  |              |                    |                    |                    |                    |  |
|  | Rentistas (r.)             | –                   | –                     |                     |   |                            |                     |                     |                     |                     |  |                        |                       |                       |                       |                       |  |              |                    |                    |                    |                    |  |
|  | River Plate (r.)           | –                   | –                     | –                   |   |                            |                     |                     |                     |                     |  |                        |                       |                       |                       |                       |  |              |                    |                    |                    |                    |  |
|  | River Plate (r.)           | –                   | –                     | –                   |   |                            |                     |                     |                     |                     |  | Deportes Concepción    | 1                     | 1                     | 2                     |                       |  |              |                    |                    |                    |                    |  |
|  |                            |                     |                       |                     |   |                            |                     |                     |                     |                     |  | Deportes Concepción    | 1                     | 1                     | 2                     |                       |  |              |                    |                    |                    |                    |  |
|  |                            |                     | Talleres (C)          | 2                   | 1 | 3                          |                     |                     |                     |                     |  |                        |                       |                       |                       |                       |  |              |                    |                    |                    |                    |  |
|  | San Lorenzo                | 0                   | Talleres (C)          | 2                   | 1 | 3                          | 2                   | 2 (1)               |                     |                     |  |                        |                       |                       |                       |                       |  |              |                    |                    |                    |                    |  |
|  | San Lorenzo                | 0                   |                       |                     |   |                            |                     |                     |                     |                     |  |                        |                       |                       |                       |                       |  |              |                    |                    |                    |                    |  |
|  | Paraná (p.)                | 1                   | 1                     | 2 (3)               |   |                            |                     |                     |                     |                     |  |                        |                       |                       |                       |                       |  |              |                    |                    |                    |                    |  |
|  | Paraná (p.)                | 1                   | 1                     | 2 (3)               |   | Paraná                     | 0                   | 1                   | 1 (1)               |                     |  |                        |                       |                       |                       |                       |  |              |                    |                    |                    |                    |  |
|  |                            |                     |                       |                     |   | Paraná                     | 0                   | 1                   | 1 (1)               |                     |  |                        |                       |                       |                       |                       |  |              |                    |                    |                    |                    |  |
|  |                            |                     | Talleres (C) (p.)     | 1                   | 0 | 1 (3)                      |                     |                     |                     |                     |  |                        |                       |                       |                       |                       |  |              |                    |                    |                    |                    |  |
|  | Talleres (C) (p.)          | 1                   | Talleres (C) (p.)     | 1                   | 0 | 1 (3)                      | 3                   | 4 (5)               |                     |                     |  |                        |                       |                       |                       |                       |  |              |                    |                    |                    |                    |  |
|  | Talleres (C) (p.)          | 1                   |                       |                     |   |                            |                     |                     |                     |                     |  |                        |                       |                       |                       |                       |  |              |                    |                    |                    |                    |  |
|  | Independiente Petrolero    | 4                   | 0                     | 4 (4)               |   |                            |                     |                     |                     |                     |  |                        |                       |                       |                       |                       |  |              |                    |                    |                    |                    |  |
|  | Independiente Petrolero    | 4                   | 0                     | 4 (4)               |   |                            |                     |                     |                     |                     |  |                        |                       |                       |                       |                       |  | Talleres (C) | 2                  | 3                  | 5                  |                    |  |
|  |                            |                     |                       |                     |   |                            |                     |                     |                     |                     |  |                        |                       |                       |                       |                       |  | Talleres (C) | 2                  | 3                  | 5                  |                    |  |
|  |                            |                     | Sportivo Alagoano     | 4                   | 0 | 4                          |                     |                     |                     |                     |  |                        |                       |                       |                       |                       |  |              |                    |                    |                    |                    |  |
|  | Vila Nova                  | 0                   | Sportivo Alagoano     | 4                   | 0 | 4                          | 2                   | 2 (3)               |                     |                     |  |                        |                       |                       |                       |                       |  |              |                    |                    |                    |                    |  |
|  | Vila Nova                  | 0                   |                       |                     |   |                            |                     |                     |                     |                     |  |                        |                       |                       |                       |                       |  |              |                    |                    |                    |                    |  |
|  | Sportivo Alagoano (p.)     | 2                   | 0                     | 2 (4)               |   |                            |                     |                     |                     |                     |  |                        |                       |                       |                       |                       |  |              |                    |                    |                    |                    |  |
|  | Sportivo Alagoano (p.)     | 2                   | 0                     | 2 (4)               |   | Sportivo Alagoano          | 0                   | 3                   | 3                   |                     |  |                        |                       |                       |                       |                       |  |              |                    |                    |                    |                    |  |
|  |                            |                     |                       |                     |   | Sportivo Alagoano          | 0                   | 3                   | 3                   |                     |  |                        |                       |                       |                       |                       |  |              |                    |                    |                    |                    |  |
|  |                            |                     | Estudiantes de Mérida | 0                   | 1 | 1                          |                     |                     |                     |                     |  |                        |                       |                       |                       |                       |  |              |                    |                    |                    |                    |  |
|  | Deportes Quindío           | 0                   | Estudiantes de Mérida | 0                   | 1 | 1                          | 2                   | 2 (3)               |                     |                     |  |                        |                       |                       |                       |                       |  |              |                    |                    |                    |                    |  |
|  | Deportes Quindío           | 0                   |                       |                     |   |                            |                     |                     |                     |                     |  |                        |                       |                       |                       |                       |  |              |                    |                    |                    |                    |  |
|  | Estudiantes de Mérida (p.) | 2                   | 0                     | 2 (5)               |   |                            |                     |                     |                     |                     |  |                        |                       |                       |                       |                       |  |              |                    |                    |                    |                    |  |
|  | Estudiantes de Mérida (p.) | 2                   | 0                     | 2 (5)               |   |                            |                     |                     |                     |                     |  | Sportivo Alagoano (p.) | 0                     | 2                     | 2 (5)                 |                       |  |              |                    |                    |                    |                    |  |
|  |                            |                     |                       |                     |   |                            |                     |                     |                     |                     |  | Sportivo Alagoano (p.) | 0                     | 2                     | 2 (5)                 |                       |  |              |                    |                    |                    |                    |  |
|  |                            |                     | São Raimundo          | 1                   | 1 | 2 (3)                      |                     |                     |                     |                     |  |                        |                       |                       |                       |                       |  |              |                    |                    |                    |                    |  |
|  | São Raimundo               | 2                   | São Raimundo          | 1                   | 1 | 2 (3)                      | 2                   | 4                   |                     |                     |  |                        |                       |                       |                       |                       |  |              |                    |                    |                    |                    |  |
|  | São Raimundo               | 2                   |                       |                     |   |                            |                     |                     |                     |                     |  |                        |                       |                       |                       |                       |  |              |                    |                    |                    |                    |  |
|  | Atlético Huila             | 1                   | 1                     | 2                   |   |                            |                     |                     |                     |                     |  |                        |                       |                       |                       |                       |  |              |                    |                    |                    |                    |  |
|  | Atlético Huila             | 1                   | 1                     | 2                   |   | São Raimundo               | 1                   | 4                   | 5                   |                     |  |                        |                       |                       |                       |                       |  |              |                    |                    |                    |                    |  |
|  |                            |                     |                       |                     |   | São Raimundo               | 1                   | 4                   | 5                   |                     |  |                        |                       |                       |                       |                       |  |              |                    |                    |                    |                    |  |
|  |                            |                     | Sport Boys            | 1                   | 0 | 1                          |                     |                     |                     |                     |  |                        |                       |                       |                       |                       |  |              |                    |                    |                    |                    |  |
|  | Sport Boys (p.)            | 2                   | Sport Boys            | 1                   | 0 | 1                          | 0                   | 2 (4)               |                     |                     |  |                        |                       |                       |                       |                       |  |              |                    |                    |                    |                    |  |
|  | Sport Boys (p.)            | 2                   |                       |                     |   |                            |                     |                     |                     |                     |  |                        |                       |                       |                       |                       |  |              |                    |                    |                    |                    |  |
|  | Deportivo Cuenca           | 2                   | 0                     | 2 (3)               |   |                            |                     |                     |                     |                     |  |                        |                       |                       |                       |                       |  |              |                    |                    |                    |                    |  |
|  | Deportivo Cuenca           | 2                   | 0                     | 2 (3)               |   |                            |                     |                     |                     |                     |  |                        |                       |                       |                       |                       |  |              |                    |                    |                    |                    |  |
|  |                            |                     |                       |                     |   |                            |                     |                     |                     |                     |  |                        |                       |                       |                       |                       |  |              |                    |                    |                    |                    |  |

- Nota: En cada llave, el equipo que ocupa la primera línea es el que definió la serie como local.

### Octavos de final
| 12 de octubre de 1999 | Rosario Central                      | 2:2 (0:0) | Deportes Concepción              | Estadio Gigante de Arroyito, Rosario |                                  |
|                       | Torres 85' (a.g.) · Pizzi 90' (pen.) |           | Guajardo 80' · Torres 89' (pen.) | Árbitro(s): Ricardo Grance Pérez     | Árbitro(s): Ricardo Grance Pérez |

| 20 de octubre de 1999 | Deportes Concepción         | 2:1 (0:0) | Rosario Central        | Estadio Municipal, Concepción |                           |
|                       | Bautista 58' · Guajardo 82' |           | Moreno y Fabianesi 83' | Árbitro(s): Carlos Torres     | Árbitro(s): Carlos Torres |

| 13 de octubre de 1999 | Paraná      | 1:0 (0:0) | San Lorenzo | Estadio Durival de Britto e Silva, Curitiba |                           |
|                       | Juliano 85' |           |             | Árbitro(s): Olivier Viera                   | Árbitro(s): Olivier Viera |

| 19 de octubre de 1999 | San Lorenzo                          | 2:1 (0:0) (1:3 p.)         | Paraná                                | Estadio Antonio Oddone Sarubbi, Ciudad del Este |                            |
|                       | Fleitas 78' (pen.) · Ávalos 85'      |                            | Evandro 63' (pen.)                    | Árbitro(s): Claudio Martín                      | Árbitro(s): Claudio Martín |
|                       |                                      | Tiros desde el punto penal |                                       |                                                 |                            |
|                       | Fleitas · Paniagua · Fretes · Cabral |                            | Flávio · Evandro · Emerson · Patrício |                                                 |                            |

| 13 de octubre de 1999 | Independiente Petrolero                                    | 4:1 (3:0) | Talleres (C)     | Estadio Olímpico Patria, Sucre |                            |
|                       | Blanco 15' · Villegas 21' · Goyoaga 38' · T. Gutiérrez 64' |           | Marzo 71' (pen.) | Árbitro(s): Braulio Arenas     | Árbitro(s): Braulio Arenas |

| 20 de octubre de 1999 | Talleres (C)                            | 3:0 (2:0) (5:4 p.)         | Independiente Petrolero                            | Estadio Olímpico, Córdoba |                        |
|                       | Silva 13' · Marzo 37' · Oliva 83'       |                            |                                                    | Árbitro(s): Pablo Pozo    | Árbitro(s): Pablo Pozo |
|                       |                                         | Tiros desde el punto penal |                                                    |                           |                        |
|                       | Lillo · Gigena · Pino · Oliva · Maidana |                            | Villegas · Fernández · Suárez · Ferreira · Illanes |                           |                        |

| 19 de octubre de 1999 | Sportivo Alagoano          | 2:0 (1:0) | Vila Nova | Estadio Rei Pelé, Maceió    |                             |
|                       | Missinho 43' · Mazinho 88' |           |           | Árbitro(s): Wilson de Souza | Árbitro(s): Wilson de Souza |

| 26 de octubre de 1999 | Vila Nova                                                    | 2:0 (1:0) (3:4 p.)         | Sportivo Alagoano                                     | Estadio Serra Dourada, Goiânia |                            |
|                       | Juninho 45' · Reinaldo Aleluia 48'                           |                            |                                                       | Árbitro(s): Dacildo Mourão     | Árbitro(s): Dacildo Mourão |
|                       |                                                              | Tiros desde el punto penal |                                                       |                                |                            |
|                       | Reinaldo Aleluia · Tim · Luciano · Luiz Claudio · Kal Baiano |                            | Missinho · Léo · M. Pereira · Fábio Magrão · Williams |                                |                            |

| 13 de octubre de 1999 | Estudiantes de Mérida     | 2:0 (0:0) | Deportes Quindío | Estadio Guillermo Soto Rosa, Mérida                     |                                                         |
|                       | Morán 58' · Fernández 89' |           |                  | Asistencia: 3 500 espectadores Árbitro(s): Segundo Díaz | Asistencia: 3 500 espectadores Árbitro(s): Segundo Díaz |

| 19 de octubre de 1999 | Deportes Quindío                      | 2:0 (0:0) (3:5 p.)         | Estudiantes de Mérida                            | Estadio Centenario, Armenia |                         |
|                       | Lara 47', 49'                         |                            |                                                  | Árbitro(s): Ángel Ziani     | Árbitro(s): Ángel Ziani |
|                       |                                       | Tiros desde el punto penal |                                                  |                             |                         |
|                       | Lara · García · Arango · Del Castillo |                            | Brignani · Villafráz · Cardarelli · Morán · Vera |                             |                         |

| 13 de octubre de 1999 | Atlético Huila | 1:2 (0:1) | São Raimundo                   | Estadio Guillermo Plazas Alcid, Neiva |                                   |
|                       | Asprilla 64'   |           | Neto 12' · Marcelo Araxá 90+2' | Árbitro(s): José Arana Villamonte     | Árbitro(s): José Arana Villamonte |

| 21 de octubre de 1999 | São Raimundo                    | 2:1 (1:1) | Atlético Huila | Estadio Vivaldo Lima, Manaus |                             |
|                       | Marcelo Araxá 44' · Zedivan 85' |           | Ararat 19'     | Árbitro(s): Carlos Amarilla  | Árbitro(s): Carlos Amarilla |

| 13 de octubre de 1999 | Deportivo Cuenca          | 2:2 (1:1) | Sport Boys                | Estadio Alejandro Serrano Aguilar, Cuenca |                             |
|                       | Carlisi 24' · Vernaza 54' |           | Becerra 18' · Vegas 90+2' | Árbitro(s): Henry Cervantes               | Árbitro(s): Henry Cervantes |

| 19 de octubre de 1999 | Sport Boys                                       | 0:0 (4:3 p.)               | Deportivo Cuenca                                  | Estadio Miguel Grau, Callao |  |
|                       |                                                  |                            |                                                   | Árbitro(s): José Roa        |  |
|                       |                                                  | Tiros desde el punto penal |                                                   |                             |  |
|                       | Pinillos · Vegas · Becerra · Ibarra · Calcaterra |                            | Carlisi · Gutiérrez · Carreras · Alegre · Arévalo |                             |  |

### Cuartos de final
| 3 de noviembre de 1999 | Talleres (C) | 1:0 (1:0) | Paraná | Estadio Olímpico, Córdoba |                          |
|                        | Silva 33'    |           |        | Árbitro(s): Saúl Feldman  | Árbitro(s): Saúl Feldman |

| 9 de noviembre de 1999 | Paraná                                 | 1:0 (0:0) (1:3 p.)         | Talleres (C)                | Estadio Durival de Britto e Silva, Curitiba |                          |
|                        | Deivison 73'                           |                            |                             | Árbitro(s): Daniel Bello                    | Árbitro(s): Daniel Bello |
|                        |                                        | Tiros desde el punto penal |                             |                                             |                          |
|                        | Patrício · Flávio · César · André Dias |                            | Lillo · Díaz · Pino · Oliva |                                             |                          |

| 3 de noviembre de 1999 | Estudiantes de Mérida | 0:0 (0:0) | Sportivo Alagoano | Estadio Guillermo Soto Rosa, Mérida                     |  |
|                        |                       |           |                   | Asistencia: 6 000 espectadores Árbitro(s): Felipe Russi |  |

| 9 de noviembre de 1999 | Sportivo Alagoano                    | 3:1 (2:1) | Estudiantes de Mérida | Estadio Rei Pelé, Maceió                                 |                                                          |
|                        | Mimi 4' (pen.) · M. Pereira 27', 78' |           | Martínez 24' (pen.)   | Asistencia: 485 espectadores Árbitro(s): Bonifacio Núñez | Asistencia: 485 espectadores Árbitro(s): Bonifacio Núñez |

| 3 de noviembre de 1999 | Sport Boys     | 1:1 (1:1) | São Raimundo | Estadio Miguel Grau, Callao |                         |
|                        | Calcaterra 37' |           | Ademir 35'   | Árbitro(s): René Ortubé     | Árbitro(s): René Ortubé |

| 9 de noviembre de 1999 | São Raimundo                                                      | 4:0 (0:0) | Sport Boys | Estadio Vivaldo Lima, Manaus     |                                  |
|                        | Marcelo Araxá 47' · Alberto Carlos 75' · Niltinho 81' · Guara 87' |           |            | Árbitro(s): Juan Carlos Paniagua | Árbitro(s): Juan Carlos Paniagua |

### Semifinales
| 17 de noviembre de 1999 | Talleres (C)            | 2:1 (0:1) | Deportes Concepción | Estadio Olímpico, Córdoba |                         |
|                         | Maidana 51' · Oliva 65' |           | González 21'        | Árbitro(s): René Ortubé   | Árbitro(s): René Ortubé |

| 24 de noviembre de 1999 | Deportes Concepción | 1:1 (0:0) | Talleres (C)  | Estadio Municipal, Concepción |                             |
|                         | Illesca 60'         |           | Astudillo 48' | Árbitro(s): Carlos Amarilla   | Árbitro(s): Carlos Amarilla |

| 17 de noviembre de 1999 | São Raimundo   | 1:0 (0:0) | Sportivo Alagoano | Estadio Vivaldo Lima, Manaus        |                                     |
|                         | Marquinhos 73' |           |                   | Árbitro(s): Paulo Cesar de Oliveira | Árbitro(s): Paulo Cesar de Oliveira |

| 24 de noviembre de 1999 | Sportivo Alagoano                                       | 2:1 (1:1) (5:3 p.)         | São Raimundo                          | Estadio Rei Pelé, Maceió               |                                        |
|                         | Fábio Magrão 12' · Jivago 90+1'                         |                            | Marcelo Araxá 20'                     | Árbitro(s): Jorge dos Santos Travassos | Árbitro(s): Jorge dos Santos Travassos |
|                         |                                                         | Tiros desde el punto penal |                                       |                                        |                                        |
|                         | Fábio Magrão · M. Pereira · Souza · Missinho · Williams |                            | Neto · Luiz Cláudio · Frei · Niltinho |                                        |                                        |

### Final

#### Ida
| 1 de diciembre de 1999 | Sportivo Alagoano                        | 4:2 (3:1) | Talleres (C)                | Estadio Rei Pelé, Maceió                                   |                                                            |
|                        | Missinho 3', 38', 47' · Fábio Magrão 15' |           | Aguilar 18' · Astudillo 86' | Asistencia: 30 000 espectadores Árbitro(s): Roger Zambrano | Asistencia: 30 000 espectadores Árbitro(s): Roger Zambrano |

| 1          | POR        | Veloso          |     |
| 17         | DEF        | Mazinho         |     |
| 4          | DEF        | Márcio Pereira  |     |
| 3          | DEF        | Jivago          |     |
| 8          | DEF        | Williams        | 78' |
| 5          | MED        | Roberto Alves   |     |
| 7          | MED        | Léo             |     |
| 10         | MED        | Bruno Alves     | 75' |
| 18         | MED        | Fábio Magrão    |     |
| 11         | DEL        | Mimi            | 75' |
| 9          | DEL        | Missinho        |     |
| Entrenador | Entrenador | Otávio Oliveira |     |

| 1          | POR        | Mario Cuenca          |     |
| 20         | DEF        | David Díaz            |     |
| 2          | DEF        | Julián Maidana        |     |
| 13         | DEF        | Cristian García       |     |
| 18         | DEF        | Silvio Suárez         |     |
| 8          | MED        | Cristian Pino         | 45' |
| 15         | MED        | Andrés Cabrera        |     |
| 11         | MED        | Manuel Santos Aguilar | 74' |
| 14         | MED        | Ricardo Silva         |     |
| 7          | DEL        | Rodrigo Astudillo     |     |
| 16         | DEL        | José Luis Marzo       | 62' |
| Entrenador | Entrenador | Ricardo Gareca        |     |

| 2  | MED | Souza       | 75' |
| 16 | DEL | Luís Carlos | 75' |
| 6  | DEF | Ramon       | 78' |

| 23 | MED | Gabriel Roth      | 45' |
| 9  | DEL | Darío Gigena      | 62' |
| 22 | DEF | Santiago del Soto | 74' |

| Anotado | 3'  | Missinho     | 1:0 |
| Anotado | 15' | Fábio Magrão | 2:0 |
| Anotado | 38' | Missinho     | 3:1 |
| Anotado | 47' | Missinho     | 4:1 |

| Anotado | 18' | Manuel Santos Aguilar | 2:1 |
| Anotado | 86' | Rodrigo Astudillo     | 4:2 |

| Amonestado | 10' | Bruno Alves |

| Amonestado | 35' | Cristian Pino   |
| Amonestado | 36' | David Díaz      |
| Amonestado | 42' | José Luis Marzo |
| Amonestado | 65' | Gabriel Roth    |

|  |  |  |

| Expulsado | 71' | Silvio Suárez |

| Árbitro | Roger Zambrano |

| 1          | POR        | Veloso          |     |
| 17         | DEF        | Mazinho         |     |
| 4          | DEF        | Márcio Pereira  |     |
| 3          | DEF        | Jivago          |     |
| 8          | DEF        | Williams        | 78' |
| 5          | MED        | Roberto Alves   |     |
| 7          | MED        | Léo             |     |
| 10         | MED        | Bruno Alves     | 75' |
| 18         | MED        | Fábio Magrão    |     |
| 11         | DEL        | Mimi            | 75' |
| 9          | DEL        | Missinho        |     |
| Entrenador | Entrenador | Otávio Oliveira |     |

| 1          | POR        | Mario Cuenca          |     |
| 20         | DEF        | David Díaz            |     |
| 2          | DEF        | Julián Maidana        |     |
| 13         | DEF        | Cristian García       |     |
| 18         | DEF        | Silvio Suárez         |     |
| 8          | MED        | Cristian Pino         | 45' |
| 15         | MED        | Andrés Cabrera        |     |
| 11         | MED        | Manuel Santos Aguilar | 74' |
| 14         | MED        | Ricardo Silva         |     |
| 7          | DEL        | Rodrigo Astudillo     |     |
| 16         | DEL        | José Luis Marzo       | 62' |
| Entrenador | Entrenador | Ricardo Gareca        |     |

| 2  | MED | Souza       | 75' |
| 16 | DEL | Luís Carlos | 75' |
| 6  | DEF | Ramon       | 78' |

| 23 | MED | Gabriel Roth      | 45' |
| 9  | DEL | Darío Gigena      | 62' |
| 22 | DEF | Santiago del Soto | 74' |

| Anotado | 3'  | Missinho     | 1:0 |
| Anotado | 15' | Fábio Magrão | 2:0 |
| Anotado | 38' | Missinho     | 3:1 |
| Anotado | 47' | Missinho     | 4:1 |

| Anotado | 18' | Manuel Santos Aguilar | 2:1 |
| Anotado | 86' | Rodrigo Astudillo     | 4:2 |

| Amonestado | 10' | Bruno Alves |

| Amonestado | 35' | Cristian Pino   |
| Amonestado | 36' | David Díaz      |
| Amonestado | 42' | José Luis Marzo |
| Amonestado | 65' | Gabriel Roth    |

|  |  |  |

| Expulsado | 71' | Silvio Suárez |

| Árbitro | Roger Zambrano |

#### Vuelta
| 8 de diciembre de 1999 | Talleres (C)                         | 3:0 (1:0) | Sportivo Alagoano | Estadio Olímpico, Córdoba                                        |                                                                  |
|                        | Silva 39' · Gigena 75' · Maidana 90' |           |                   | Asistencia: 33 000 espectadores Árbitro(s): Ricardo Grance Pérez | Asistencia: 33 000 espectadores Árbitro(s): Ricardo Grance Pérez |

| 1          | POR        | Mario Cuenca          |       |
| 20         | DEF        | David Díaz            | 66'   |
| 2          | DEF        | Julián Maidana        |       |
| 13         | DEF        | Cristian García       |       |
| 3          | DEF        | Horacio Humoller      |       |
| 23         | MED        | Gabriel Roth          |       |
| 5          | MED        | Adrián Ávalos         |       |
| 11         | MED        | Manuel Santos Aguilar |       |
| 14         | MED        | Ricardo Silva         | 90+2' |
| 7          | DEL        | Rodrigo Astudillo     |       |
| 9          | DEL        | Darío Gigena          |       |
| Entrenador | Entrenador | Ricardo Gareca        |       |

| 1          | POR        | Veloso          |     |
| 17         | DEF        | Mazinho         |     |
| 4          | DEF        | Márcio Pereira  |     |
| 3          | DEF        | Jivago          |     |
| 8          | DEF        | Williams        |     |
| 6          | MED        | Ramon           |     |
| 7          | MED        | Léo             |     |
| 10         | MED        | Bruno Alves     | 58' |
| 18         | MED        | Fábio Magrão    |     |
| 11         | DEL        | Mimi            |     |
| 9          | DEL        | Missinho        |     |
| Entrenador | Entrenador | Otávio Oliveira |     |

| 8  | MED | Cristian Pino  | 66'   |
| 15 | MED | Andrés Cabrera | 90+2' |

| 13 | DEL | Fabinho | 58' |

| Anotado | 39' | Ricardo Silva  | 1:0 |
| Anotado | 75' | Darío Gigena   | 2:0 |
| Anotado | 90' | Julián Maidana | 3:0 |

|  |  |  |  |

| Amonestado | 78' | Julián Maidana |
| Amonestado | 79' | Gabriel Roth   |

| Amonestado | 20' | Mimi    |
| Amonestado | 37' | Mazinho |
| Amonestado | 38' | Ramon   |
| Amonestado | 56' | Veloso  |
| Amonestado | 69' | Jivago  |

|  |  |  |

| Expulsado | 3' | Fábio Magrão |

| Árbitro | Ricardo Grance Pérez |

| 1          | POR        | Mario Cuenca          |       |
| 20         | DEF        | David Díaz            | 66'   |
| 2          | DEF        | Julián Maidana        |       |
| 13         | DEF        | Cristian García       |       |
| 3          | DEF        | Horacio Humoller      |       |
| 23         | MED        | Gabriel Roth          |       |
| 5          | MED        | Adrián Ávalos         |       |
| 11         | MED        | Manuel Santos Aguilar |       |
| 14         | MED        | Ricardo Silva         | 90+2' |
| 7          | DEL        | Rodrigo Astudillo     |       |
| 9          | DEL        | Darío Gigena          |       |
| Entrenador | Entrenador | Ricardo Gareca        |       |

| 1          | POR        | Veloso          |     |
| 17         | DEF        | Mazinho         |     |
| 4          | DEF        | Márcio Pereira  |     |
| 3          | DEF        | Jivago          |     |
| 8          | DEF        | Williams        |     |
| 6          | MED        | Ramon           |     |
| 7          | MED        | Léo             |     |
| 10         | MED        | Bruno Alves     | 58' |
| 18         | MED        | Fábio Magrão    |     |
| 11         | DEL        | Mimi            |     |
| 9          | DEL        | Missinho        |     |
| Entrenador | Entrenador | Otávio Oliveira |     |

| 8  | MED | Cristian Pino  | 66'   |
| 15 | MED | Andrés Cabrera | 90+2' |

| 13 | DEL | Fabinho | 58' |

| Anotado | 39' | Ricardo Silva  | 1:0 |
| Anotado | 75' | Darío Gigena   | 2:0 |
| Anotado | 90' | Julián Maidana | 3:0 |

|  |  |  |  |

| Amonestado | 78' | Julián Maidana |
| Amonestado | 79' | Gabriel Roth   |

| Amonestado | 20' | Mimi    |
| Amonestado | 37' | Mazinho |
| Amonestado | 38' | Ramon   |
| Amonestado | 56' | Veloso  |
| Amonestado | 69' | Jivago  |

|  |  |  |

| Expulsado | 3' | Fábio Magrão |

| Árbitro | Ricardo Grance Pérez |

|                                  |
| Bandera de Argentina             |
| Campeón Talleres (C) 1.er título |

## Estadísticas

### Goleadores
| Jugador       | Club              | Goles |
| ------------- | ----------------- | ----- |
| Missinho      | Sportivo Alagoano | 4     |
| Marcelo Araxá | São Raimundo      | 4     |
| Ricardo Silva | Talleres (C)      | 3     |